# Rudolf Payer-Thurn
Pour les articles homonymes, voir Payer.
Rudolf Payer-Thurn ou Payer von Thurn (né à Großbetschkerek, aujourd'hui Zrenjanin en Voïvodine, le 27 septembre 1867 et mort à Vienne le 18 juin 1932) est directeur de la Bibliothèque des Fidéicommis de Vienne, administrateur du musée Goethe et vice-président de la Société Goethe de Vienne dans les années 1920.
Ayant découvert, dans les fonds de sa bibliothèque, un manuscrit sur une affaire de possession au XVIIe siècle en Autriche, il transmit le dossier à Sigmund Freud pour avis. Celui-ci rédigea alors son article sur « Une névrose démoniaque du XVIIe siècle », publié en 1923 dans Imago (revue), dans lequel il analyse les aventures démoniaques de Johann Christoph Haizmann.
Il a publié de nombreux ouvrages et articles dont plusieurs dans Wiener Haupt- Und Staatsaktionen et Chronik Des Wiener Goethe-Vereins.